# Đại Quan trà luận
Đại Quan trà luận (chữ Hán: 大觀茶論) là cuốn sách bàn về nghệ thuật uống trà. Trong phần đề danh, có ghi tên tác giả là hoàng đế Tống Huy Tông viết ra những năm 1107-1110.

## Số chương
Sách gồm 20 chương.

## Nội dung
Cuốn sách của hoàng đế Huy Tông miêu tả chi tiết và bậc thầy nhất về các kiểu pha chế và thưởng thức trà cầu kỳ thời Bắc Tống